# Ståle Sandbech
Ståle Sandbech (*3. červen 1993, Rykkinn, Norsko) je norský snowboardista.

## Počátky
Narodil se v norském městě Rykkinn a závodí za klub BSK Snowboard.

## Kariéra
Prvního velkého úspěchu se dočkal v roce 2010, když se stal nejmladším norským olympionikem za 82 let při účasti na zimní olympiádě ve Vancouveru.
Největší úspěch v kariéře přišel na zimní olympiádě v Soči v roce 2014, kdy si v disciplíně slopestyle v její premiéře na olympijských hrách dojel pro stříbrnou medaili. Je držitelem dvou bronzových medailí z X-Games z let 2013 a 2014, pokaždé v disciplíně Big Air.